# Fernanda Miño
Fernanda Miño (San Isidro, área metropolitana de Buenos Aires, 19 de julio de 1974) es una catequista, militante social y política, vecina del barrio La Cava. Es la primera villera secretaria del Estado Nacional argentino y presidenta del FISU (Fondo de Integración Socio Urbana). Fue concejal en San Isidro y candidata a intendente en el 2019 por el Frente de Todos. Fundadora de la Mesa Nacional de Barrios Populares. Fue secretaria de Integración Socio Urbana del Ministerio de Desarrollo Territorial y Hábitat de la Nación.

## Biografía

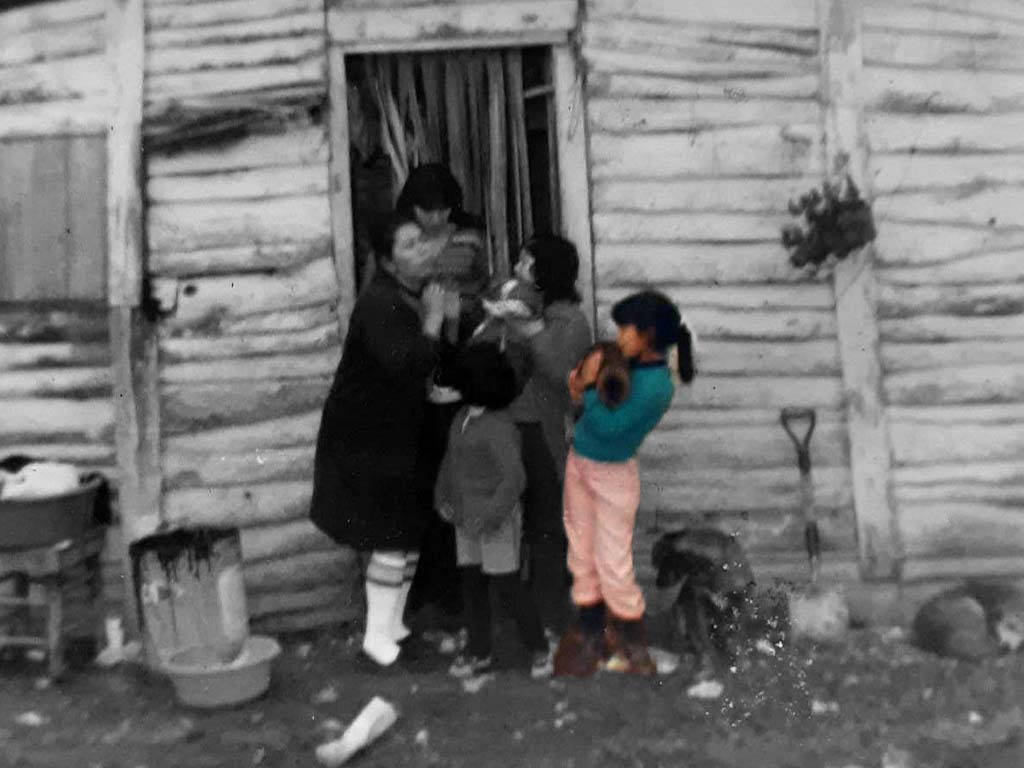
Fernanda Miño, con su familia en La Cava.

Sus padres llegaron del Chaco y se instalaron en el conurbano bonaerense buscando mayor estabilidad económica antes de su nacimiento. Fernanda nació y se crio en Villa La Cava junto a sus 8 hermanos. A los 12 años tuvo que dejar los estudios secundarios para trabajar como empleada doméstica. A la edad de 20 se casó con Juan Carlos Molina y juntos decidieron retomar los estudios, terminando la secundaria y luego graduándose ella como profesora de catequesis.

## Actividad social y política
Luego de tener a la segunda de sus cuatro hijas, Fernanda y Juan Carlos abrieron lo que era el patio de su casa para construir el espacio comunitario "EnBarriarte", que aún funciona en La Cava brindando apoyo escolar y talleres de artes y oficios.
Al tiempo que cursaba sus estudios terciarios, Fernanda se volcó a la militancia social, acompañando procesos de urbanización y trabajo territorial en distintos distritos del conurbano bonaerense y barrios de la Ciudad Autónoma de Buenos Aires. A partir de una fuerte inundación en 2013, comenzó a transitar un proceso de organización para poner en agenda la urbanización de La Cava y los demás barrios populares de San Isidro.
En 2016 coordinó el Relevamiento Nacional de Barrios Populares (RENABAP) en San Isidro, impulsando la creación de la coordinadora Barrios en Red y del Movimiento de Trabajadores Excluidos (MTE) en el distrito. En 2017 participó por primera vez en una campaña electoral encabezando la lista de concejales de Unidad Ciudadana y logrando un resultado por encima de las expectativas.
En el 2018, en el marco de la experiencia del RENABAP, surge la Mesa Nacional de Barrios Populares que nuclea referentes de todo el país de las organizaciones sociales Confederación de Trabajadores de la Economía Popular, Corriente Clasista y Combativa, Barrios de Pie, Techo y Cáritas. Fernanda se incorpora en representación del MTE-CTEP y desde allí impulsa un programa para la integración social y urbana de todos los barrios del país.
En el Honorable Concejo Delibelante de San Isidro, donde trabajó con asistencia perfecta, Miño presidió el bloque de Unidad Ciudadana y en 2019 logró unificar el trabajo legislativo del Frente de Todos, espacio por el cual fue precandidata a intendenta. Ese mismo año consiguió impulsar y aprobar una ordenanza que genera un marco legislativo para avanzar en la integración socio urbana de todos los barrios populares de San Isidro.

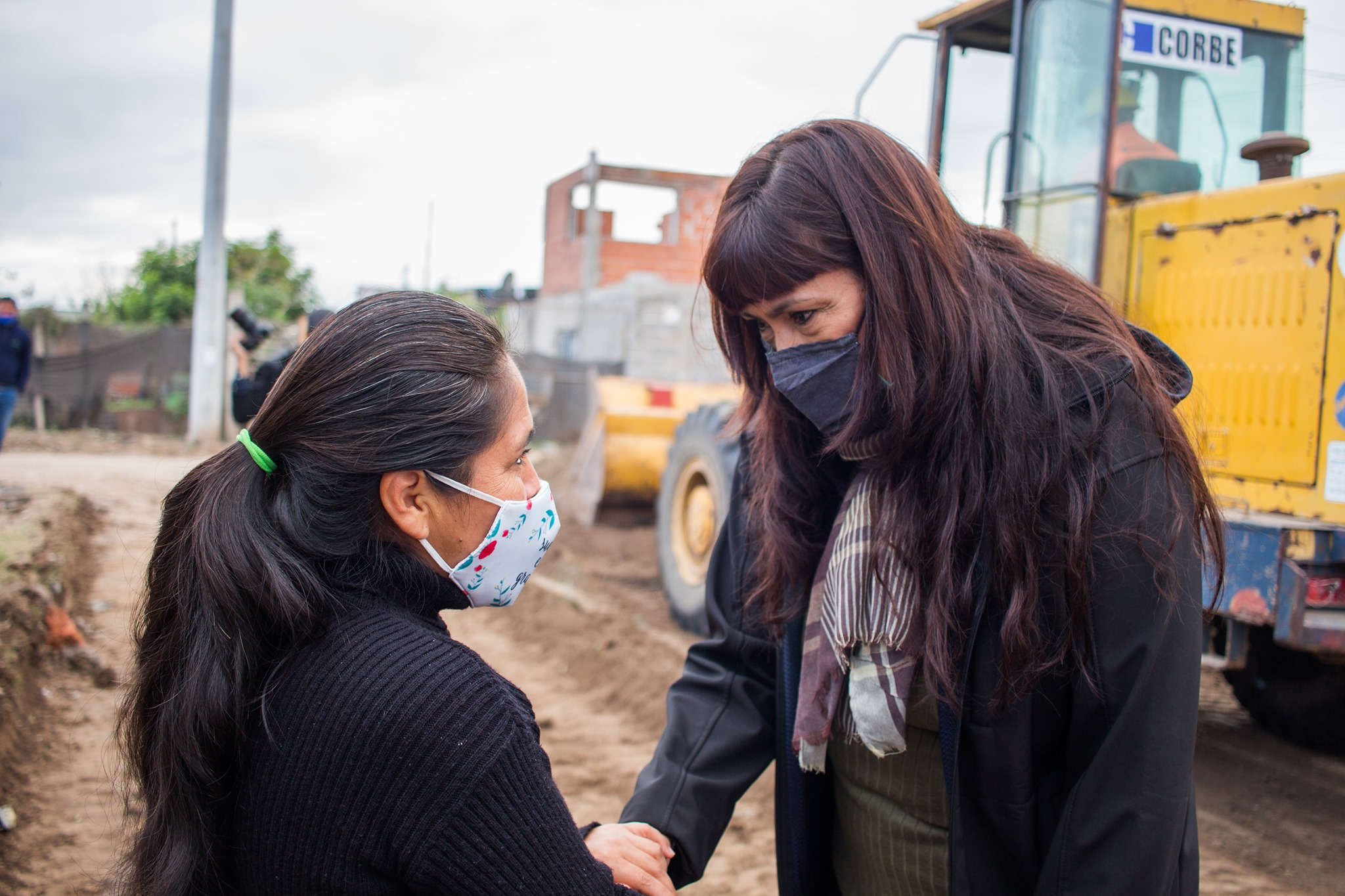